# Tom Sawyer (1973)
The Adventures of Tom Sawyer is een film van Paramount uit 1973 onder regie van Don Taylor. De film is gebaseerd op de gelijknamige roman van Mark Twain.

## Rolverdeling
| Acteur            | Personage        |
| ----------------- | ---------------- |
| Johnny Whitaker   | Tom Sawyer       |
| Celeste Holm      | Aunt Polly       |
| Warren Oates      | Muff Potter      |
| Jeff East         | Huckleberry Finn |
| Jodie Foster      | Becky Thatcher   |
| Lucille Benson    | Widder Douglas   |
| Henry Jones       | Mr. Dobbins      |
| Noah Keen         | Judge Thatcher   |
| Kunu Hank         | Injun Joe        |
| Joshua Hill Lewis | Cousin Sidney    |
| Susan Joyce       | Cousin Mary      |
| Richard Eastham   | Doc Robinson     |